# En god och glad jul (musikalbum 1973)
En god och glad jul är ett julalbum från 1973 av det svenska dansbandet Sten & Stanley. Albumet återutgavs 1984 som God jul, och släden på bilden ersattes av en jultomten. 1992 återlanserades albumet till CD.

## Låtlista

### Sida A
1. Julafton (Vomacka - Borovec - E.Nilsson - A.Svensson)
2. Julpotpurri (Trad. arr V. Alsterberg -E. Nilsson)
  1. Nu är det jul igen
  2. Räven raskar över isen
  3. Vi ska ställa till en roliger dans
  4. Skära skära havre
  5. Viljen i veta och viljen i förstå
  6. Hej tomtegubbar
  7. Å jänta å ja
  8. Ritsch ratch filibom
  9. Vi äro musikanter
  10. Sju vackra flickor i en ring
  11. Nu är det jul igen
3. Rudolf med röda mulen (Marks -Eric Sandström)
4. Bjällerklang (Trad. arr. H.Arnold - Eric Sandström - Gösta Westerberg)

### Sida B
1. Jag drömmer om en jul hemma (White Christmas) (Irving Berlin -Karl Lennart)
2. När ljusen tändas därhemma (When It's Lamp Lighting Time in the Valley) (Lyons - Hart Vagabonds - Nils Hellström)
3. Nu tändas tusen juleljus (Emmy Köhler)
4. När juldagsmorgon glimmar (Trad. arr V. Alsterberg - E. Nilsson)
5. Betlehems stjärna (V. Rydberg- Alice Tegnér)